# BH SAS
BH SAS était une société de fabrication de maison à ossature en bois, filiale du groupe Bénéteau.

## Historique
En 2008 après avoir obtenu l’appel d’offres lancé par SNI, une filiale de la Caisse des dépôts et consignations, le Groupe Bénéteau a créé la société BH .
La première usine ouvre en septembre 2009.
Le 12 mars 2018 la société BH a fait l'objet d'une fusion avec sa maison mère et a été radiée du registre du commerce le 12 mars 2018.

## Métiers
BH SAS dispose du label CQFD (coût qualité fiabilité délais), label du ministère français du Logement et de la Ville.
En septembre 2008, Aymeric Duthoit, son directeur général, explique que la société compte mettre en avant ses savoir-faire en matière d'organisation industrielle et l’aménagement intérieur ambitionne de devenir la référence de la maison à ossature bois à prix accessible et respectant l’environnement. La société souhaite produire chaque année 300 logements puis atteindre le millier à horizon 2010.
L'architecte de ces maisons, François Pélegrin, les a conçues en répondant aux objectifs du Grenelle Environnement notamment aux normes de Haute performance énergétique.